# Oleksij Onufrijev
Oleksij Onufrijev, trasl. angl.: Olexiy Onufriyev (in ucraino Олексій Онуфрієв?; Kiev, 24 febbraio 1982), è un cestista ucraino.